# Малая Сыя
Малая Сыя — река в Хакасии, левый приток реки Белый Июс. Длина — 12 км. Протекает по территории Ширинского района Хакасии, в подтаёжном поясе.
Истоки — на южном склоне горы Тургаюл (1462 м). На правом склоне долины, в 1,5 км от села Малая Сыя, находится пещера «Археологическая».

## Данные водного реестра
По данным государственного водного реестра России относится к Верхнеобскому бассейновому округу, водохозяйственный участок реки — Чулым от г. Ачинск до водомерного поста села Зырянское, речной подбассейн реки — Чулым. Речной бассейн реки — (Верхняя) Обь до впадения Иртыша.